# Partido Conservador Tradicionalista
El Partido Conservador Tradicionalista fue un partido político de derecha chileno existente entre 1948 y 1953. Su emblema era una cruz de Santiago roja.

## Historia
Inicialmente surgió como partido constituido el 1 de diciembre de 1948 para poder presentar candidaturas en las elecciones parlamentarias de 1949 en medio del proceso de división del Partido Conservador a raíz de la votación de la Ley de Defensa Permanente de la Democracia. Su primera mesa directiva estaba compuesta por Enrique Pérez Riesco (presidente), Guillermo González Echenique (vicepresidente), Ignacio García Henríquez (secretario) y José Riesco Undurraga (tesorero).
Su consolidación como partido ocurre el 15 de mayo de 1949, fecha en que se produce la división definitiva del Partido Conservador a raíz de su apoyo o reprobación de la «Ley de Defensa Permanente de la Democracia» (también llamada Ley Maldita), promulgada durante el gobierno del presidente radical Gabriel González Videla. Mientras el lado que representaba las ideas socialcristianas —y que posteriormente sería conocido como Partido Conservador Social Cristiano— no estaba de acuerdo con la ley, el lado más tradicionalista del Partido Conservador sí lo estaba. Participó por medio de la coalición llamada Concentración Nacional en el gobierno de González Videla.
Los «tradicionalistas» y «social cristianos» disputaron el nombre histórico del Partido Conservador; a pesar de que la Dirección del Registro Electoral, mediante una resolución emitida el 27 de diciembre de 1949, había reconocido a los primeros el mejor derecho de uso del nombre, finalmente el Tribunal Calificador de Elecciones, a través de un recurso de queja acogido el 12 de enero de 1950, se lo otorgó a los segundos.
Bajo la presidencia de Joaquín Prieto Concha, el partido realizó su única Convención Nacional del 12 al 15 de agosto de 1950, en la cual se acordó mantener el nombre de la colectividad, así como su línea política. También se eligió como presidente honorario a Joaquín Echenique Gandarillas.
El PCT fue el que tuvo un mayor número de representantes de ambas corrientes conservadoras y logró elegir 21 representantes en la Cámara de Diputados. El 21 de junio de 1953 el PCT reeligió a Juan Antonio Coloma Mellado como su presidente.
El 4 de diciembre de 1953 el directorio del PCT acordó fusionarse con el sector denominado «azul» del Partido Conservador Social Cristiano (PCSC) por 182 votos contra 11, y el 15 del mismo mes se firmó un «Acta de Unidad», convirtiéndose en el Partido Conservador Unido (PCU).

## Resultados electorales

### Elecciones parlamentarias
|  | 1,64 % |

|  | 9,99 % |

|  | 12,05 % |

### Elecciones municipales
|  | 12,33 % |

|  | 9,49 % |